# Ligue des champions de hockey sur glace 2022-2023
Navigation
Ligue des champions 2021-2022 Ligue des champions 2023-2024
La Ligue des champions de hockey sur glace 2022-2023 est la huitième édition de la Ligue des champions, un tournoi européen de hockey sur glace. Elle est organisée par l'European Ice Hockey Club Competition Ltd. (EICC) et la Fédération internationale de hockey sur glace.

## Clubs participants
Un total de 32 équipes provenant de 13 ligues participent à la compétition : 
- le vainqueur de l'édition 2021-2022 ;
- 24 équipes des six ligues fondatrices : 4 équipes suédoises[2], 5 équipes suisses, 4 équipes finlandaises, 4 équipes allemandes, 3 équipes tchèques et 3 équipes autrichiennes ;
- les champions nationaux de Slovaquie, Norvège, Danemark, France, Slovénie, Royaume-Uni et Pologne ;
- le vainqueur de la Coupe continentale 2021-2022 : les polonais du KS Cracovia.

Les équipes provenant de la Biélorussie ont été écartées à la suite de la situation politique actuelle et c'est le HDD Olimpija Ljubljana qui obtient une invitation pour participer au tournoi.
Le 12 janvier 2022, la fédération décide que la saison 2021-2022 ne peut être pris en compte dans le classement de la ligue et l'attribution des places pour cette saison se base sur le classement de la saison 2019-2020.

## Calendrier
| Phase                 | Matchs              | Date du tirage au sort | Aller                   | Retour                  |
| --------------------- | ------------------- | ---------------------- | ----------------------- | ----------------------- |
| Tour de qualification | Match 1             | 25 mai 2022            | 1 et 2 septembre 2022   | 1 et 2 septembre 2022   |
| Tour de qualification | Match 2             | 25 mai 2022            | 3 et 4 septembre 2022   | 3 et 4 septembre 2022   |
| Tour de qualification | Match 3             | 25 mai 2022            | 8 et 9 septembre 2022   | 8 et 9 septembre 2022   |
| Tour de qualification | Match 4             | 25 mai 2022            | 10 et 11 septembre 2022 | 10 et 11 septembre 2022 |
| Tour de qualification | Match 5             | 25 mai 2022            | 4 et 5 octobre 2022     | 4 et 5 octobre 2022     |
| Tour de qualification | Match 6             | 25 mai 2022            | 11 et 12 octobre 2022   | 11 et 12 octobre 2022   |
| Séries éliminatoires  | Huitièmes de finale |                        | 15 et 16 novembre 2022  | 22 et 23 novembre 2022  |
| Séries éliminatoires  | Quarts de finale    | 6 et 7 décembre 2022   | 13 décembre 2022        |                         |
| Séries éliminatoires  | Demi-finales        | 10 et 11 janvier 2023  | 17 et 18 janvier 2023   |                         |
| Séries éliminatoires  | Finale              | 18 février 2023        | 18 février 2023         |                         |

## Tour de qualification

### Contexte
Les 32 équipes sont réparties en huit groupes, comprenant chacun 4 équipes. Chaque équipe dispute un match à domicile et un match à l'extérieur contre les trois autres équipes de son groupe et à la fin les deux meilleures équipe sont qualifiées pour les huitièmes de finales.

### Tirage au sort
Le tirage au sort a lieu le 25 mai 2022. Les équipes sont réparties dans 4 chapeau en fonction de la cote de leur ligue dans le classement de la LCH et de leur résultat lors de la saison 2019-2020.
Les équipes participantes ont été classées dans les pots 1 à 4 en fonction de leurs réalisations dans leurs ligues nationales et du classement de leur ligue respective dans le classement de la ligue de la LCH.
| Chapeau 1                                                                                              | Chapeau 2 | Chapeau 3                                                                                                | Chapeau 4 |
| --- | --- | --- | --- |
| Rögle BK Färjestad BK EV Zoug Eisbären Berlin Tappara HC Oceláři Třinec EC Red Bull Salzbourg Luleå HF | HC Fribourg-Gottéron EHC Munich Jukurit Mikkeli Mountfield HK EC Villacher SV Skellefteå AIK ZSC Lions Grizzlys Wolfsbourg | Ilves HC Sparta Prague Fehérvár AV19 Frölunda HC SC Rapperswil-Jona Lakers Straubing Tigers TPS HC Davos | Belfast Giants Brûleurs de Loups HC Slovan Bratislava Stavanger ishockeyklubb GKS Katowice Aalborg Pirates HDD Olimpija Ljubljana KS Cracovia |

### Résultats
Légende :

- P : Prolongations
- F : Tirs de fusillade
- En gras, qualifié pour les huitièmes de finale

Pour les autres significations des abréviations, voir statistiques du hockey sur glace.
| Clt   | Équipe           | PJ | V | VP | D | DP | BP | BC | Diff | Pts |
| ----- | ---------------- | -- | - | -- | - | -- | -- | -- | ---- | --- |
| +001, | Luleå HF         | 6  | 5 | 1  | 0 | 0  | 22 | 11 | +11  | 17  |
| +002, | Jukurit Mikkeli  | 6  | 4 | 0  | 2 | 0  | 22 | 15 | +7   | 12  |
| +003, | Aalborg Pirates  | 6  | 1 | 0  | 4 | 1  | 10 | 21 | -11  | 4   |
| +004, | HC Sparta Prague | 6  | 1 | 0  | 5 | 0  | 15 | 22 | -7   | 3   |

| Club    |     |     |      |     |
| ------- | --- | --- | ---- | --- |
| Luleå   |     | 4-3 | 2-1P | 5-2 |
| Jukurit | 2-5 |     | 5-3  | 3-0 |
| Aalborg | 1-3 | 0-3 |      | 2-6 |
| Prague  | 2-3 | 3-6 | 2-3  |     |

| Clt   | Équipe                 | PJ | V | VP | D | DP | BP | BC | Diff | Pts |
| ----- | ---------------------- | -- | - | -- | - | -- | -- | -- | ---- | --- |
| +001, | EV Zoug                | 6  | 5 | 1  | 0 | 0  | 27 | 9  | +18  | 17  |
| +002, | Grizzlys Wolfsbourg    | 6  | 4 | 0  | 1 | 1  | 25 | 16 | +9   | 13  |
| +003, | TPS                    | 6  | 2 | 0  | 4 | 0  | 13 | 23 | -10  | 6   |
| +004, | HDD Olimpija Ljubljana | 6  | 0 | 0  | 6 | 0  | 9  | 26 | -17  | 0   |

| Club       |     |      |     |     |
| ---------- | --- | ---- | --- | --- |
| Zoug       |     | 4-3P | 6-1 | 5-2 |
| Wolfsbourg | 2-5 |      | 5-4 | 7-2 |
| TPS        | 0-4 | 1-4  |     | 3-2 |
| Ljubljana  | 1-3 | 0-4  | 2-4 |     |

| Clt   | Équipe                    | PJ | V | VP | D | DP | BP | BC | Diff | Pts |
| ----- | ------------------------- | -- | - | -- | - | -- | -- | -- | ---- | --- |
| +001, | Tappara                   | 6  | 4 | 1  | 0 | 1  | 20 | 9  | +11  | 15  |
| +002, | EHC Munich                | 6  | 3 | 1  | 1 | 1  | 21 | 15 | +6   | 12  |
| +003, | SC Rapperswil-Jona Lakers | 6  | 2 | 1  | 2 | 1  | 19 | 19 | 0    | 9   |
| +004, | HC Slovan Bratislava      | 6  | 0 | 0  | 6 | 0  | 9  | 26 | -17  | 0   |

| Club       |      |     |      |     |
| ---------- | ---- | --- | ---- | --- |
| Tappara    |      | 4-0 | 2-3P | 2-0 |
| Munich     | 3-4F |     | 5-4P | 5-1 |
| Rapperswil | 1-3  | 1-4 |      | 4-1 |
| Bratislava | 2-5  | 1-4 | 4-6  |     |

| Clt   | Équipe        | PJ | V | VP | D | DP | BP | BC | Diff | Pts |
| ----- | ------------- | -- | - | -- | - | -- | -- | -- | ---- | --- |
| +001, | Rögle BK      | 6  | 5 | 1  | 0 | 0  | 26 | 12 | +14  | 17  |
| +002, | ZSC Lions     | 6  | 3 | 0  | 1 | 2  | 23 | 12 | +11  | 11  |
| +003, | Fehérvár AV19 | 6  | 2 | 0  | 4 | 0  | 9  | 23 | -14  | 6   |
| +004, | GKS Katowice  | 6  | 0 | 1  | 5 | 0  | 10 | 21 | -11  | 2   |

| Club     |     |      |     |     |
| -------- | --- | ---- | --- | --- |
| Rögle    |     | 3-2P | 7-1 | 5-1 |
| Zürich   | 3-4 |      | 5-1 | 5-1 |
| Fehérvár | 1-2 | 1-7  |     | 1-0 |
| Katowice | 4-5 | 2-1P | 2-4 |     |

| Clt   | Équipe                  | PJ | V | VP | D | DP | BP | BC | Diff | Pts |
| ----- | ----------------------- | -- | - | -- | - | -- | -- | -- | ---- | --- |
| +001, | HC Fribourg-Gottéron    | 6  | 4 | 1  | 1 | 0  | 12 | 5  | +7   | 14  |
| +002, | EC Red Bull Salzbourg   | 6  | 0 | 3  | 1 | 2  | 12 | 12 | 0    | 8   |
| +003, | Stavanger ishockeyklubb | 6  | 2 | 0  | 2 | 2  | 10 | 15 | -5   | 8   |
| +004, | Ilves                   | 6  | 1 | 1  | 3 | 1  | 12 | 14 | -2   | 6   |

| Club      |     |      |      |      |
| --------- | --- | ---- | ---- | ---- |
| Fribourg  |     | 3-2F | 0-1  | 3-2  |
| Salzbourg | 0-1 |      | 3-2P | 2-3P |
| Stavanger | 0-3 | 2-3F |      | 4-2  |
| Ilves     | 0-2 | 1-2F | 4-1  |      |

| Clt   | Équipe           | PJ | V | VP | D | DP | BP | BC | Diff | Pts |
| ----- | ---------------- | -- | - | -- | - | -- | -- | -- | ---- | --- |
| +001, | Straubing Tigers | 6  | 5 | 0  | 1 | 0  | 24 | 11 | +13  | 15  |
| +002, | Färjestad BK     | 6  | 4 | 0  | 2 | 0  | 25 | 12 | +13  | 12  |
| +003, | KS Cracovia      | 6  | 2 | 0  | 4 | 0  | 13 | 23 | -10  | 6   |
| +004, | EC Villacher SV  | 6  | 1 | 0  | 5 | 0  | 10 | 26 | -16  | 3   |

| Club      |     |     |     |     |
| --------- | --- | --- | --- | --- |
| Straubing |     | 5-2 | 3-2 | 8-0 |
| Färjestad | 6-1 |     | 5-1 | 7-0 |
| Cracovia  | 0-4 | 4-3 |     | 4-2 |
| Villacher | 1-3 | 1-2 | 6-2 |     |

| Clt   | Équipe            | PJ | V | VP | D | DP | BP | BC | Diff | Pts |
| ----- | ----------------- | -- | - | -- | - | -- | -- | -- | ---- | --- |
| +001, | Mountfield HK     | 6  | 5 | 0  | 1 | 0  | 34 | 16 | +18  | 15  |
| +002, | Frölunda HC       | 6  | 5 | 0  | 1 | 0  | 34 | 16 | +18  | 15  |
| +003, | Eisbären Berlin   | 6  | 2 | 0  | 4 | 0  | 21 | 29 | -8   | 6   |
| +004, | Brûleurs de Loups | 6  | 0 | 0  | 6 | 0  | 15 | 37 | -22  | 0   |

| Club       |     |      |     |     |
| ---------- | --- | ---- | --- | --- |
| Mountfield |     | 5-3  | 8-2 | 3-2 |
| Frölunda   | 4-2 |      | 7-1 | 7-4 |
| Berlin     | 3-7 | 2-3  |     | 5-2 |
| Grenoble   | 3-4 | 2-10 | 2-8 |     |

| Clt   | Équipe            | PJ | V | VP | D | DP | BP | BC | Diff | Pts |
| ----- | ----------------- | -- | - | -- | - | -- | -- | -- | ---- | --- |
| +001, | Skellefteå AIK    | 6  | 4 | 1  | 1 | 0  | 23 | 14 | +9   | 14  |
| +002, | HC Davos          | 6  | 4 | 0  | 2 | 0  | 23 | 15 | +8   | 12  |
| +003, | HC Oceláři Třinec | 6  | 2 | 0  | 2 | 2  | 16 | 18 | -2   | 8   |
| +004, | Belfast Giants    | 6  | 0 | 1  | 5 | 0  | 10 | 25 | -15  | 2   |

| Club       |     |     |      |     |
| ---------- | --- | --- | ---- | --- |
| Skellefteå |     | 2-3 | 3-2P | 4-1 |
| Davos      | 2-5 |     | 4-0  | 5-1 |
| Třinec     | 4-5 | 4-3 |      | 4-0 |
| Belfast    | 2-4 | 3-6 | 3-2P |     |

## Séries éliminatoires
Les deux premières équipes de chaque groupe participent aux séries éliminatoires : les 8 premiers des groupes  sont dans le chapeau A, les 8 deuxièmes sont dans le chapeau B. Les équipes du chapeau A affronteront celles du chapeau B, celle du chapeau A recevant lors du match retour. Deux équipes qualifiées dans un même groupe ne peuvent pas s'affronter lors des huitièmes de finale, mais aucune restriction n'existe concernant l'affrontement de formations du même pays. Le tirage des séries détermine non seulement les duels en huitièmes de finale mais également le parcours potentiel de chaque équipe jusqu'en finale.
| Groupe | 1er de groupe – Chapeau A | 2e de groupe – Chapeau B |
| ------ | ------------------------- | ------------------------ |
| A      | Luleå HF                  | Jukurit Mikkeli          |
| B      | EV Zoug                   | Grizzlys Wolfsbourg      |
| C      | Tappara                   | EHC Munich               |
| D      | Rögle BK                  | ZSC Lions                |
| E      | HC Fribourg-Gottéron      | EC Red Bull Salzbourg    |
| F      | Straubing Tigers          | Färjestad BK             |
| G      | Mountfield HK             | Frölunda HC              |
| H      | Skellefteå AIK            | HC Davos                 |

### Tableau
|  | Huitièmes de finale      | Huitièmes de finale      | Huitièmes de finale      | Huitièmes de finale      |                 |                 | Quarts de finale   | Quarts de finale   | Quarts de finale   | Quarts de finale   |  |  | Demi-finales             | Demi-finales             | Demi-finales             | Demi-finales             |  |  | Finale     | Finale     | Finale     | Finale     |
|  |                          |                          |                          |                          |                 |                 |                    |                    |                    |                    |  |  |                          |                          |                          |                          |  |  |            |            |            |            |
|  | 15,16, 22 et 23 novembre | 15,16, 22 et 23 novembre | 15,16, 22 et 23 novembre | 15,16, 22 et 23 novembre |                 |                 | 6,7 et 13 décembre | 6,7 et 13 décembre | 6,7 et 13 décembre | 6,7 et 13 décembre |  |  | 10, 11, 17 et 18 janvier | 10, 11, 17 et 18 janvier | 10, 11, 17 et 18 janvier | 10, 11, 17 et 18 janvier |  |  | 18 février | 18 février | 18 février | 18 février |
|  | Färjestad BK             | Färjestad BK             | 4                        | 2                        |                 |                 | 6,7 et 13 décembre | 6,7 et 13 décembre | 6,7 et 13 décembre | 6,7 et 13 décembre |  |  | 10, 11, 17 et 18 janvier | 10, 11, 17 et 18 janvier | 10, 11, 17 et 18 janvier | 10, 11, 17 et 18 janvier |  |  | 18 février | 18 février | 18 février | 18 février |
|  | Färjestad BK             | Färjestad BK             | 4                        | 2                        |                 |                 | 6,7 et 13 décembre | 6,7 et 13 décembre | 6,7 et 13 décembre | 6,7 et 13 décembre |  |  | 10, 11, 17 et 18 janvier | 10, 11, 17 et 18 janvier | 10, 11, 17 et 18 janvier | 10, 11, 17 et 18 janvier |  |  | 18 février | 18 février | 18 février | 18 février |
|  | Mountfield HK            | Mountfield HK            | 3                        | 4 P                      |                 |                 | 6,7 et 13 décembre | 6,7 et 13 décembre | 6,7 et 13 décembre | 6,7 et 13 décembre |  |  | 10, 11, 17 et 18 janvier | 10, 11, 17 et 18 janvier | 10, 11, 17 et 18 janvier | 10, 11, 17 et 18 janvier |  |  | 18 février | 18 février | 18 février | 18 février |
|  | Mountfield HK            | Mountfield HK            | 3                        | 4 P                      | Mountfield HK   | Mountfield HK   | 2                  | 1                  |                    |                    |  |  | 10, 11, 17 et 18 janvier | 10, 11, 17 et 18 janvier | 10, 11, 17 et 18 janvier | 10, 11, 17 et 18 janvier |  |  | 18 février | 18 février | 18 février | 18 février |
|  |                          |                          |                          |                          | Mountfield HK   | Mountfield HK   | 2                  | 1                  |                    |                    |  |  | 10, 11, 17 et 18 janvier | 10, 11, 17 et 18 janvier | 10, 11, 17 et 18 janvier | 10, 11, 17 et 18 janvier |  |  | 18 février | 18 février | 18 février | 18 février |
|  |                          |                          | EV Zoug                  | EV Zoug                  | 2               | 2               |                    |                    |                    |                    |  |  | 10, 11, 17 et 18 janvier | 10, 11, 17 et 18 janvier | 10, 11, 17 et 18 janvier | 10, 11, 17 et 18 janvier |  |  | 18 février | 18 février | 18 février | 18 février |
|  | EHC Munich               | EHC Munich               | EV Zoug                  | EV Zoug                  | 2               | 2               | 1                  | 1                  |                    |                    |  |  | 10, 11, 17 et 18 janvier | 10, 11, 17 et 18 janvier | 10, 11, 17 et 18 janvier | 10, 11, 17 et 18 janvier |  |  | 18 février | 18 février | 18 février | 18 février |
|  | EHC Munich               | EHC Munich               |                          |                          |                 |                 |                    | 1                  |                    |                    |  |  | 10, 11, 17 et 18 janvier | 10, 11, 17 et 18 janvier | 10, 11, 17 et 18 janvier | 10, 11, 17 et 18 janvier |  |  | 18 février | 18 février | 18 février | 18 février |
|  | EV Zoug                  | EV Zoug                  | 5                        | 5                        |                 |                 |                    |                    |                    |                    |  |  | 10, 11, 17 et 18 janvier | 10, 11, 17 et 18 janvier | 10, 11, 17 et 18 janvier | 10, 11, 17 et 18 janvier |  |  | 18 février | 18 février | 18 février | 18 février |
|  | EV Zoug                  | EV Zoug                  | 5                        | 5                        | EV Zoug         | EV Zoug         | 0                  | 2                  |                    |                    |  |  |                          |                          |                          |                          |  |  | 18 février | 18 février | 18 février | 18 février |
|  |                          |                          |                          |                          | EV Zoug         | EV Zoug         | 0                  | 2                  |                    |                    |  |  |                          |                          |                          |                          |  |  | 18 février | 18 février | 18 février | 18 février |
|  |                          |                          | Tappara                  | Tappara                  | 2               | 3               |                    |                    |                    |                    |  |  |                          |                          |                          |                          |  |  | 18 février | 18 février | 18 février | 18 février |
|  | EC Red Bull Salzbourg    | EC Red Bull Salzbourg    | Tappara                  | Tappara                  | 2               | 3               | 3                  | 1                  |                    |                    |  |  |                          |                          |                          |                          |  |  | 18 février | 18 février | 18 février | 18 février |
|  | EC Red Bull Salzbourg    | EC Red Bull Salzbourg    |                          |                          |                 |                 |                    | 1                  |                    |                    |  |  |                          |                          |                          |                          |  |  | 18 février | 18 février | 18 février | 18 février |
|  | Rögle BK                 | Rögle BK                 | 1                        | 5                        |                 |                 |                    |                    |                    |                    |  |  |                          |                          |                          |                          |  |  | 18 février | 18 février | 18 février | 18 février |
|  | Rögle BK                 | Rögle BK                 | 1                        | 5                        | Rögle BK        | Rögle BK        | 3                  | 1                  |                    |                    |  |  |                          |                          |                          |                          |  |  | 18 février | 18 février | 18 février | 18 février |
|  |                          |                          |                          |                          | Rögle BK        | Rögle BK        | 3                  | 1                  |                    |                    |  |  |                          |                          |                          |                          |  |  | 18 février | 18 février | 18 février | 18 février |
|  |                          |                          | Tappara                  | Tappara                  | 2               | 5               |                    |                    |                    |                    |  |  |                          |                          |                          |                          |  |  | 18 février | 18 février | 18 février | 18 février |
|  | HC Davos                 | HC Davos                 | Tappara                  | Tappara                  | 2               | 5               | 0                  | 2                  |                    |                    |  |  |                          |                          |                          |                          |  |  | 18 février | 18 février | 18 février | 18 février |
|  | HC Davos                 | HC Davos                 |                          |                          |                 |                 |                    | 2                  |                    |                    |  |  |                          |                          |                          |                          |  |  | 18 février | 18 février | 18 février | 18 février |
|  | Tappara                  | Tappara                  | 1                        | 2                        |                 |                 |                    |                    |                    |                    |  |  |                          |                          |                          |                          |  |  | 18 février | 18 février | 18 février | 18 février |
|  | Tappara                  | Tappara                  | 1                        | 2                        | Tappara         | Tappara         | 3                  | 3                  |                    |                    |  |  |                          |                          |                          |                          |  |  |            |            |            |            |
|  |                          |                          |                          |                          | Tappara         | Tappara         | 3                  | 3                  |                    |                    |  |  |                          |                          |                          |                          |  |  |            |            |            |            |
|  |                          |                          | Luleå HF                 | Luleå HF                 | 2               | 2               |                    |                    |                    |                    |  |  |                          |                          |                          |                          |  |  |            |            |            |            |
|  | Jukurit Mikkeli          | Jukurit Mikkeli          | Luleå HF                 | Luleå HF                 | 2               | 2               | 1                  | 2 P                |                    |                    |  |  |                          |                          |                          |                          |  |  |            |            |            |            |
|  | Jukurit Mikkeli          | Jukurit Mikkeli          |                          |                          |                 |                 |                    | 2 P                |                    |                    |  |  |                          |                          |                          |                          |  |  |            |            |            |            |
|  | HC Fribourg-Gottéron     | HC Fribourg-Gottéron     | 1                        | 1                        |                 |                 |                    |                    |                    |                    |  |  |                          |                          |                          |                          |  |  |            |            |            |            |
|  | HC Fribourg-Gottéron     | HC Fribourg-Gottéron     | 1                        | 1                        | Jukurit Mikkeli | Jukurit Mikkeli | 1                  | 1                  |                    |                    |  |  |                          |                          |                          |                          |  |  |            |            |            |            |
|  |                          |                          |                          |                          | Jukurit Mikkeli | Jukurit Mikkeli | 1                  | 1                  |                    |                    |  |  |                          |                          |                          |                          |  |  |            |            |            |            |
|  |                          |                          | Luleå HF                 | Luleå HF                 | 5               | 3               |                    |                    |                    |                    |  |  |                          |                          |                          |                          |  |  |            |            |            |            |
|  | Grizzlys Wolfsbourg      | Grizzlys Wolfsbourg      | Luleå HF                 | Luleå HF                 | 5               | 3               | 2                  | 1                  |                    |                    |  |  |                          |                          |                          |                          |  |  |            |            |            |            |
|  | Grizzlys Wolfsbourg      | Grizzlys Wolfsbourg      |                          |                          |                 |                 |                    | 1                  |                    |                    |  |  |                          |                          |                          |                          |  |  |            |            |            |            |
|  | Luleå HF                 | Luleå HF                 | 3                        | 2                        |                 |                 |                    |                    |                    |                    |  |  |                          |                          |                          |                          |  |  |            |            |            |            |
|  | Luleå HF                 | Luleå HF                 | 3                        | 2                        | Luleå HF        | Luleå HF        | 2                  | 4                  |                    |                    |  |  |                          |                          |                          |                          |  |  |            |            |            |            |
|  |                          |                          |                          |                          | Luleå HF        | Luleå HF        | 2                  | 4                  |                    |                    |  |  |                          |                          |                          |                          |  |  |            |            |            |            |
|  |                          |                          | Frölunda HC              | Frölunda HC              | 2               | 3               |                    |                    |                    |                    |  |  |                          |                          |                          |                          |  |  |            |            |            |            |
|  | Skellefteå AIK           | Skellefteå AIK           | Frölunda HC              | Frölunda HC              | 2               | 3               | 5                  | 4                  |                    |                    |  |  |                          |                          |                          |                          |  |  |            |            |            |            |
|  | Skellefteå AIK           | Skellefteå AIK           |                          |                          |                 |                 |                    | 4                  |                    |                    |  |  |                          |                          |                          |                          |  |  |            |            |            |            |
|  | ZSC Lions                | ZSC Lions                | 4                        | 1                        |                 |                 |                    |                    |                    |                    |  |  |                          |                          |                          |                          |  |  |            |            |            |            |
|  | ZSC Lions                | ZSC Lions                | 4                        | 1                        | Skellefteå AIK  | Skellefteå AIK  | 1                  | 2                  |                    |                    |  |  |                          |                          |                          |                          |  |  |            |            |            |            |
|  |                          |                          |                          |                          | Skellefteå AIK  | Skellefteå AIK  | 1                  | 2                  |                    |                    |  |  |                          |                          |                          |                          |  |  |            |            |            |            |
|  |                          |                          | Frölunda HC              | Frölunda HC              | 0               | 4               |                    |                    |                    |                    |  |  |                          |                          |                          |                          |  |  |            |            |            |            |
|  | Frölunda HC              | Frölunda HC              | Frölunda HC              | Frölunda HC              | 0               | 4               | 4                  | 3                  |                    |                    |  |  |                          |                          |                          |                          |  |  |            |            |            |            |
|  | Frölunda HC              | Frölunda HC              |                          |                          |                 |                 |                    | 3                  |                    |                    |  |  |                          |                          |                          |                          |  |  |            |            |            |            |
|  | Straubing Tigers         | Straubing Tigers         | 0                        | 2                        |                 |                 |                    |                    |                    |                    |  |  |                          |                          |                          |                          |  |  |            |            |            |            |
|  | Straubing Tigers         | Straubing Tigers         | 0                        | 2                        |                 |                 |                    |                    |                    |                    |  |  |                          |                          |                          |                          |  |  |            |            |            |            |
|  |                          |                          |                          |                          |                 |                 |                    |                    |                    |                    |  |  |                          |                          |                          |                          |  |  |            |            |            |            |

- P : Prolongations

### Huitièmes de finale
- En gras, qualifié pour les quarts de finale

| Équipe 1              | Match aller | Total   | Match retour | Équipe 2             |
| --------------------- | ----------- | ------- | ------------ | -------------------- |
| Färjestad BK          | 4 - 3       | 6 - 7 P | 2 - 4        | Mountfield HK        |
| EHC Munich            | 1 - 5       | 2 - 10  | 1 - 5        | EV Zoug              |
| EC Red Bull Salzbourg | 3 - 1       | 4 - 6   | 1 - 5        | Rögle BK             |
| HC Davos              | 0 - 1       | 2 - 3   | 2 - 2        | Tappara              |
| Jukurit Mikkeli       | 1 - 1       | 3 - 2 P | 2 - 1        | HC Fribourg-Gottéron |
| Grizzlys Wolfsbourg   | 2 - 3       | 3 - 5   | 1 - 2        | Luleå HF             |
| Skellefteå AIK        | 5 - 4       | 9 - 5   | 4 - 1        | ZSC Lions            |
| Frölunda HC           | 4 - 0       | 7 - 2   | 3 - 2        | Straubing Tigers     |

- P : Prolongations

### Quarts de finale
- En gras, qualifié pour les demi-finales

| Équipe 1        | Match aller | Total | Match retour | Équipe 2    |
| --------------- | ----------- | ----- | ------------ | ----------- |
| Mountfield HK   | 2 - 2       | 3 - 4 | 1 - 2        | EV Zoug     |
| Tappara         | 2 - 3       | 7 - 4 | 5 - 1        | Rögle BK    |
| Jukurit Mikkeli | 1 - 5       | 2 - 8 | 1 - 3        | Luleå HF    |
| Skellefteå AIK  | 1 - 0       | 3 - 4 | 2 - 4 P      | Frölunda HC |

### Demi-finales
- En gras, qualifié pour la finale

| Équipe 1    | Match aller | Total | Match retour | Équipe 2 |
| ----------- | ----------- | ----- | ------------ | -------- |
| Tappara     | 2 - 0       | 5 - 2 | 3 - 2        | EV Zoug  |
| Frölunda HC | 2 - 2       | 5 - 6 | 3 - 4        | Luleå HF |

### Finale
| 18 février 2023 | Luleå HF | 2-3 (0-2, 0-0, 2-1) | Tappara | Coop Norrbotten Arena, Luleå 6 150 spectateurs |

| Feuille de match | Feuille de match                                                                                 | Feuille de match    | Feuille de match | Feuille de match                                                                            |
| ---------------- | ------------------------------------------------------------------------------------------------ | ------------------- | --- | ------------------------------------------------------------------------------------------- |
|                  | - Gustafsson (Fröberg, Connolly) — 52 min 4 s (SN) Tyrväinen (Shinnimin, Connolly) — 57 min 50 s | 0–1 0–2 0–3 1–3 2–3 | Tanus (Matushkin, Levtchi) — 1 min 42 s (SN) Ojamäki (Thomas, Ikonen) — 7 min 6 s Lehterä (Tanus, Savinainen) — 41 min - | Arbitrage : Miroslav Štolc André Schrader Juges de lignes : Eric Cattaneo Marius Wölzmüller |
| Ward             | Gardiens                                                                                         | Heljanko            | | Arbitrage : Miroslav Štolc André Schrader Juges de lignes : Eric Cattaneo Marius Wölzmüller |
| 10 min           | Pénalités                                                                                        | 20 min              | | Arbitrage : Miroslav Štolc André Schrader Juges de lignes : Eric Cattaneo Marius Wölzmüller |
| 36               | Tirs                                                                                             | 20                  | | Arbitrage : Miroslav Štolc André Schrader Juges de lignes : Eric Cattaneo Marius Wölzmüller |

## Nombre d'équipes par pays et par tour
| Association | Association | Phase de groupes                                                                | Huitièmes de finale                                             | Quarts de finale                                  | Demi-finales            | Finale                |
| ----------- | ----------- | ------------------------------------------------------------------------------- | --------------------------------------------------------------- | ------------------------------------------------- | ----------------------- | --------------------- |
| Suède       |             | 5 Rögle BK, Färjestad BK, Luleå HF, Skellefteå AIK, Frölunda HC                 | 5 Rögle BK, Färjestad BK, Luleå HF, Skellefteå AIK, Frölunda HC | 4 Rögle BK, Luleå HF, Skellefteå AIK, Frölunda HC | 2 Luleå HF, Frölunda HC | 1 Luleå HF            |
| Finlande    |             | 4 Tappara, Jukurit Mikkeli, Ilves, TPS                                          | 2 Tappara, Jukurit Mikkeli                                      | 2 Tappara, Jukurit Mikkeli                        | 1 Tappara               | 1 Tappara             |
| Suisse      |             | 5 EV Zoug, HC Fribourg-Gottéron, ZSC Lions, SC Rapperswil-Jona Lakers, HC Davos | 4 EV Zoug, HC Fribourg-Gottéron, ZSC Lions, HC Davos            | 1 EV Zoug                                         | 1 EV Zoug               | Plus de représentants |
| Tchéquie    |             | 3 HC Oceláři Třinec, Mountfield HK, HC Sparta Prague                            | 1 Mountfield HK                                                 | 1 Mountfield HK                                   | Plus de représentants   | Plus de représentants |
| Allemagne   |             | 4 Eisbären Berlin, EHC Munich, Grizzlys Wolfsbourg, Straubing Tigers            | 3 EHC Munich, Grizzlys Wolfsbourg, Straubing Tigers             | Plus de représentants                             | Plus de représentants   | Plus de représentants |
| Autriche    |             | 3 EC Red Bull Salzbourg, EC Villacher SV, Fehérvár AV19                         | 1 EC Red Bull Salzbourg                                         | Plus de représentants                             | Plus de représentants   | Plus de représentants |
| Pologne     |             | 2 GKS Katowice, KS Cracovia                                                     | Plus de représentants                                           | Plus de représentants                             | Plus de représentants   | Plus de représentants |
| France      |             | 1 Brûleurs de Loups                                                             | Plus de représentants                                           | Plus de représentants                             | Plus de représentants   | Plus de représentants |
| Slovénie    |             | 1 HDD Olimpija Ljubljana                                                        | Plus de représentants                                           | Plus de représentants                             | Plus de représentants   | Plus de représentants |
| Danemark    |             | 1 Aalborg Pirates                                                               | Plus de représentants                                           | Plus de représentants                             | Plus de représentants   | Plus de représentants |
| Norvège     |             | 1 Stavanger ishockeyklubb                                                       | Plus de représentants                                           | Plus de représentants                             | Plus de représentants   | Plus de représentants |
| Royaume-Uni |             | 1 Belfast Giants                                                                | Plus de représentants                                           | Plus de représentants                             | Plus de représentants   | Plus de représentants |
| Slovaquie   |             | 1 HC Slovan Bratislava                                                          | Plus de représentants                                           | Plus de représentants                             | Plus de représentants   | Plus de représentants |
| Total       | Total       | 32                                                                              | 16                                                              | 8                                                 | 4                       | 2                     |